# Maria Piwońska
Maria Piwońska (ur. 2 lipca 1908 r. w Samborze, zm. 14 grudnia 1991 r. w Opolu) – polska historyczka, nauczycielka, wykładowca akademicki, związana z Wyższą Szkołą Pedagogiczną w Opolu, prekursorka historii regionalnej.

## Życiorys
Urodziła się w 1908 roku w Samborze, gdzie spędziła dzieciństwo i wczesną młodość. Po ukończeniu szkoły elementarnej podjęła studia historyczne i filozoficzne na Uniwersytecie Jana Kazimierza we Lwowie. Pracę magisterską napisała pod kierunkiem prof. Stanisława Łempickiego. Podczas II wojny światowej i okupacji radzieckiej, a później niemieckiej prowadziła tajne komplety, aktywnie działając w podziemiu.
Po zakończeniu wojny na krótko zamieszkała w Rymanowie, gdzie była dyrektorem miejscowej szkoły. W 1947 roku przeniosła się do Opola, obejmując stanowisko dyrektora Wojewódzkiego Ośrodka Metodycznego, a następnie została dyrektorem Liceum dla Pracujących. Należała do jednych z pierwszych nauczycielek o specjalizacji historycznej, która zaczęła pracę na opolskiej Wyższej Szkole Pedagogicznej, początkowo na polonistyce. Po utworzeniu na uczelni kierunku historia, powołała do życia zespół metodyków historii, który z czasem został przekształcony w Katedrę Dydaktyki. Była odkrywcą talentu dydaktycznego późniejszego dyrektora Instytutu Historii i prorektora Adama Suchońskiego.
W murach opolskiej WSP wykształciła wiele pokoleń nauczycieli historii. W sferze dydaktyki ciągle eksperymentowała, dając swoim studentom dużą swobodę, w obmyślaniu takich sposobów nauczania historii, aby była ona zawsze dziedziną atrakcyjną, pełną powagi, dramaturgii oraz szkołą mądrości życia. Należała do prekursorów na Śląsku Opolskim wykorzystywania edukacji regionalnej w edukacji, a także uczenia miłości do swojej małej ojczyzny. Mieszkała przez wiele lat przy ulicy Krakowskiej w Opolu, gdzie zmarła w 1991 roku.
Została pochowana na Cmentarzu Komunalnym w Gliwicach, gdzie po wojnie osiedliła się jej rodzina. Jej rodzina zdecydowała, że z pozostawionych przez nią oszczędności zostanie ufundowana nagroda dla studentów, którzy napiszą najlepszą pracę magisterską z zakresu dydaktyki historii. Nagroda ta nosiła jej imię i przez wiele lat była wręczana na Uniwersytecie Opolskim do czasu wyczerpania się środków.
Była autorką popularnego skryptu dla studentów pt. Materiały do nauczania metodyki historii.